# ميشيل هارفي (عالمة)
ميشيل هارفي (بالإنجليزية: Michelle Harvey)‏ هي عالمة أسترالية، ولدت في 21 فبراير 1978.